# 芥子园
芥子园是中国南京的一处园林,位于秦淮区老门东地区。
历史上的芥子园，是由明末清初文化大家李渔兴建于康熙七年（1668年），位于南京城东南，周处读书台西侧。因其占地较小，不足三亩，命名为「芥子园」。芥子园虽小，而精雕细琢。
李渔住在芥子园十年之久，期间开设书铺，编刻图籍，广交达官贵人、文坛名流。
21世纪初，南京开发老门东历史文化街区时，复建了芥子园。